# Casa de Zápolya

Brasão de armas da família de Zápolya

A Casa de Zápolya foi uma família aristrocrática húngara de grande importância nos Séculos XV e XVI, cujos membros formaram o Principado Independente da Transilvânia depois da derrota dos turcos em 1526. Entre seus membros mais importantes destacam:
- Conde Nicolás de Zápolya (? - 1468). Bispo da província de Transilvânia.

- Conde  Emérico de Zápolya  (? – 1487). Irmão menor do anterior. Nádor da Hungria (1486–1487). Regente da Croácia e Eslavônia.

- Conde  Estevão de Zápolya  (? – 1499). Irmão menor do anterior. Nádor da Hungria (1492–1499). Governador da província húngara de Szepes. Regente da Silésia (1474-1481).

- Conde  Jorge de Zápolya  (1488-1526). Filho do anterior. Nobre húngaro, conduziu seus exércitos contra turcos e morreu na Batalha de Mohács em 1526.

- Conde João de Zápolya (1487 - 1540). Irmão do anterior. Voivoda da Transilvania e desde 1526 até sua morte rei da Hungria como Juan I.

- Condessa  Bárbara de Zápolya  (1495 - 1515). Irmã de João de Zápolya. Esposa do rei polaco Sigismundo I da Polônia.

- Conde João Sigismundo de Zápolya (1540 – 1571). Filho de João de Zápolya. Desde 1540 foi rei da Hungria e primeiro Príncipe da Transilvania (1559–1571).

Com a morte de João Sigismundo a família acaba.